# Philippe Lacheau
Philippe Lacheau (Fontenay-sous-Bois, 25 de junio de 1980) es un actor y cineasta francés.

## Biografía
Entre 2002 y 2010, Lacheau apareció en series de televisión francesas como Casting Live (2002), Total Fun (2003) y Pour le meilleur et pour le fun (2004). Trabajó también con Karl Zéro en C’est quoi ce jeu ? (2004) y con Michel Denisot en Le Grand Journal (2005–07). En 2009 integró el reparto de la serie Silent Library.
En la década de 2010 apareció en producciones cinematográficas como Paris à tout prix, Brillantissime y Épouse-moi mon pote. En la misma década dirigió los largometrajes Babysitting, Babysitting 2, Alibi.com y Nicky Larson et le parfum de Cupidon. En 2018 estableció su propia empresa de producción cinematográfica, llamada BAF Prod.
En 2024 interpretó el papel de Brandt en la comedia Perro y gata, incluida en la plataforma Neftlix.

## Filmografía

### Como actor
| Año  | Título                               | Papel                          | Director(a)                                                    | Notas      |
| ---- | ------------------------------------ | ------------------------------ | -------------------------------------------------------------- | ---------- |
| 2010 | Heartbreaker                         | El novio                       | Pascal Chaumeil                                                |            |
| 2012 | Stars 80                             | Martial                        | Frédéric Forestier & Thomas Langmann                           |            |
| 2013 | La grande boucle                     | Comentarista                   | Laurent Tuel                                                   |            |
| 2013 | Paris à tout prix                    | Firmin Amory                   | Reem Kherici                                                   |            |
| 2014 | Babysitting                          | Franck                         | Nicolas Benamou & Philippe Lacheau                             |            |
| 2014 | Scènes de ménages                    | Hermano de Marion              | Francis Duquet                                                 | 1 episodio |
| 2015 | Babysitting 2                        | Franck                         | Nicolas Benamou & Philippe Lacheau                             |            |
| 2016 | The Secret Life of Pets              | Max                            | Chris Renaud & Yarrow Cheney                                   | Voz        |
| 2017 | Alibi.com                            | Grégory Van Huffel             | Philippe Lacheau                                               |            |
| 2017 | Épouse-moi mon pote                  | Fred                           | Tarek Boudali                                                  |            |
| 2018 | Brillantissime                       |                                | Michèle Laroque                                                |            |
| 2019 | Nicky Larson et le parfum de Cupidon | Nicky Larson                   | Philippe Lacheau                                               |            |
| 2019 | City Hunter: Shinjuku Private Eyes   | Shinji Mikuni/Christopher King | Kenji Kodama                                                   | Voz        |
| 2020 | 30 JOURS MAX                         | Tony                           | Tarek Boudali                                                  |            |
| 2021 | Super-héros malgré lui               | Cédric Dugimont                | Julien Arruti, Pierre Dudan, Pierre Lacheau & Philippe Lacheau |            |
| 2023 | Alibi.com 2                          | Grégory Van Huffel             | Philippe Lacheau                                               |            |
| 2024 | Perro y gata                         | Brandt                         | Reem Kherici                                                   |            |

### Como director y guionista
| Año  | Título                               | Notas |
| ---- | ------------------------------------ | --- |
| 2014 | Babysitting                          | Alpe d'Huez International Comedy Film Festival - Premio de la audiencia Alpe d'Huez International Comedy Film Festival - Mejor largometraje |
| 2015 | Babysitting 2                        | |
| 2017 | Alibi.com                            | |
| 2019 | Nicky Larson et le parfum de Cupidon | |
| 2021 | Super-héros malgré lui               | |